# Hoffmannia laxa
Hoffmannia laxa är en måreväxtart som beskrevs av Paul Carpenter Standley. Hoffmannia laxa ingår i släktet Hoffmannia och familjen måreväxter.
Artens utbredningsområde är Costa Rica. Inga underarter finns listade i Catalogue of Life.